# Cyrestis naisina
Cyrestis naisina är en fjärilsart som beskrevs av Hans Fruhstorfer 1898. Cyrestis naisina ingår i släktet Cyrestis och familjen praktfjärilar. Inga underarter finns listade i Catalogue of Life.